# Zdvihadlo

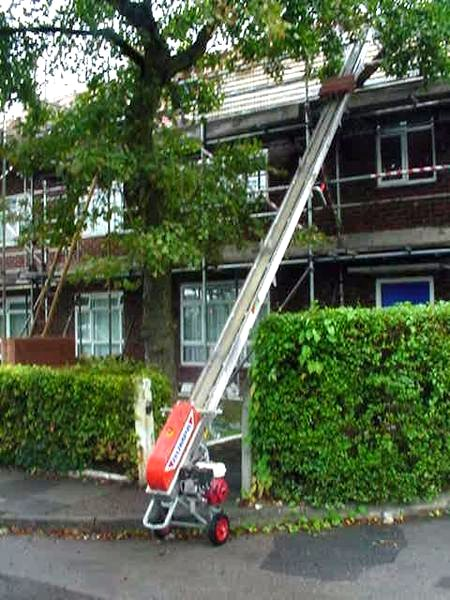
Zdvihadlo pro dopravu stavebního materiálu

Zdvihadlo je specializovaný dopravní prostředek, který slouží k transportu břemen nejčastěji ve vertikálním směru, může se ale jednat i o směr horizontální, který je případně kombinovaný i s otáčivým pohybem.
Zdvihadla tvoří zvláštní a různorodou podskupinu specializovaných dopravních strojních zařízení, která zahrnuje například výtah, pater-noster, kladkostroj, jeřáb, eskalátor, vrátek, pohyblivý chodník, lodní výtah, vysokozdvižný vozík, vysokozdvižnou plošinu, zvedací plošinu, pásový dopravník, lyžařský vlek, lanovou dráhu a další.
Při používání zdvihadla je třeba dodržovat jeho předepsanou únosnost tak, aby nedošlo k jeho zhroucení s nepříznivými následky, např. poškození zdraví či majetku.

## Zdvihadlo legislativně
Řada zdvihadel (zdvihacích zařízení) patří mezi takzvaná "Vyhrazená technická zařízení" podle vyhlášky 19/1979 Sb. Zjednodušeně lze říci, že taková zdvihadla smějí montovat jen oprávnění (přezkoušení) pracovníci, zdvihadla podléhají pravidelným a zdokumentovaným kontrolám a revizím. Vyhláška zná také kategorii nevyhrazených zařízení, pro které jsou podmínky provozování a kontrol jednodušší.
Vyhrazená zdvihací zařízení jsou:
- Zdvihadla a pojízdná zdvihadla o nosnosti nad 5 000 kg
- Jeřáby o nosnosti nad 5 000 kg
- Pohyblivé pracovní plošiny s výškou zdvihu nad 3 m
- Stavební výtahy s výškou zdvihu nad 3 m, jimiž se dopravují také osoby
- Výtahy, které jsou trvalou součástí staveb o nosnosti nad 100 kg a s výškou zdvihu nad 2 m
- Regálové zakladače se svisle pohyblivými stanovišti obsluhy